# Totoral
Totoral ist eine Ortschaft im Departamento Oruro im Hochland des südamerikanischen Anden-Staates Bolivien.

## Lage im Nahraum
Totoral ist der zentrale Ort des Kanton Totoral im Municipio Pazña in der Provinz Poopó. Die Ortschaft liegt auf einer Höhe von 3905 m am Oberlauf des Río Antequera, der im weiteren Verlauf in den östlichen Teil des Poopó-Sees mündet, eines etwa 1.300 km² großen Salzsees südlich der Stadt Oruro.

## Geographie
Totoral liegt auf dem bolivianischen Altiplano am Westrand der Cordillera Azanaques, einem Teilabschnitt der Cordillera Central.
Die mittlere Jahrestemperatur der Region liegt bei etwa 6 °C (siehe Klimadiagramm Antequera), der Jahresniederschlag beträgt 325 mm. Die Region weist ein ausgeprägtes Tageszeitenklima auf, die Monatsdurchschnittstemperaturen schwanken nur unwesentlich zwischen 1 °C im Juli und gut 8 °C von November bis März. Die Monatsniederschläge liegen unter 10 mm in den Monaten April bis Oktober und fallen nur von Dezember bis März in nennenswerter Höhe von 50 bis 85 mm.

## Verkehr
Totoral liegt in einer Entfernung von 94 Straßenkilometern südlich von Oruro, der Hauptstadt des gleichnamigen Departamentos.
Von Desaguadero am Titicacasee aus durchquert die asphaltierte Nationalstraße Ruta 1 das Hochland von Bolivien in nord-südlicher Richtung. Sie führt über El Alto und Oruro nach Pazña und von dort weiter in südlicher Richtung über Potosí und Tarija bis Bermejo an der bolivianisch-argentinischen Grenze.
In Pazña zweigt eine unbefestigte Landstraße in nordöstlicher Richtung in das Antequera-Tal ab und führt zu den Ortschaften Avicaya, Totoral, Campamento Bolívar und Antequera.

## Bevölkerung
Die Einwohnerzahl der Ortschaft ist in den vergangenen beiden Jahrzehnten auf die Hälfte zurückgegangen:
| Jahr | Einwohner | Quelle       |
| ---- | --------- | ------------ |
| 1992 | 2393      | Volkszählung |
| 2001 | 1013      | Volkszählung |
| 2012 | 1128      | Volkszählung |
| 2024 |           | Volkszählung |

Die Region weist einen hohen Anteil an Quechua-Bevölkerung auf, im Municipio Pazña sprechen 66,5 Prozent der Bevölkerung Quechua.

## Cañadón Peñas
Cañadón Peñas (cañadón = Feld im Tal, das bei Regen überflutet ist; peña = Fels, Berg) ist der Name für ein Entwicklungsprojekt im Kanton Peñas, das seit etwa 2005 als eines von fünfzehn "Millenniumsdörfern" von der deutschen Welthungerhilfe unterstützt wird. In gemeinsamen Workshops haben die verarmten Einwohner des Peñas-Tales zusammen mit Fachleuten der Welthungerhilfe einen Fünfjahresplan aufgestellt, dessen Verbesserungen in vier Bereichen umgesetzt werden sollen: Ernährung, Wirtschaft, Bildung, Mitspracherecht der Frauen. Diese Ziele sollen durch Verbesserungen bei der Viehhaltung, dem Aufbau von kleinen Käsereien und der Errichtung von Schulen mit Mittagsverpflegung erreicht werden. Die Welthungerhilfe unterstützt mit diesem Projekt nicht nur die 400 Familien im Peñas-Tal, sondern auch die 13.000 ländlichen Bewohner der Region Pazña und Antequera, deren Schulen in das Projekt eingebunden sind.

## Persönlichkeiten
- Héctor Garibay (* 1998), Langstreckenläufer